# أكيم وارمبولد
أكيم وارمبولد (بالألمانية: Achim Warmbold)‏ مواليد 17 يوليو 1941، هو سائق راليات ألماني سابق بدأ مسيرته في سنة 1973. كان أول رالي له هو رالي البرتغال 1973. شارك في بطولة العالم للراليات. فاز بـ سباقي رالي. صعد على المنصة مرتان خلال مسيرته.

## سجل الفوز
- رالي بولندا 1973
- رالي النمسا 1973

## فرق مثلها
- لانشيا
- أودي
- مازدا

## روابط خارجية
- أكيم وارمبولد على موقع eWRC-results.com (الإنجليزية)